# حواصیل بزرگ شرقی
حواصیل بزرگ شرقی (نام علمی: Ardea alba modesta) نام یک زیرگونه از گونه حواصیل سفید بزرگ است.

## نگارخانه

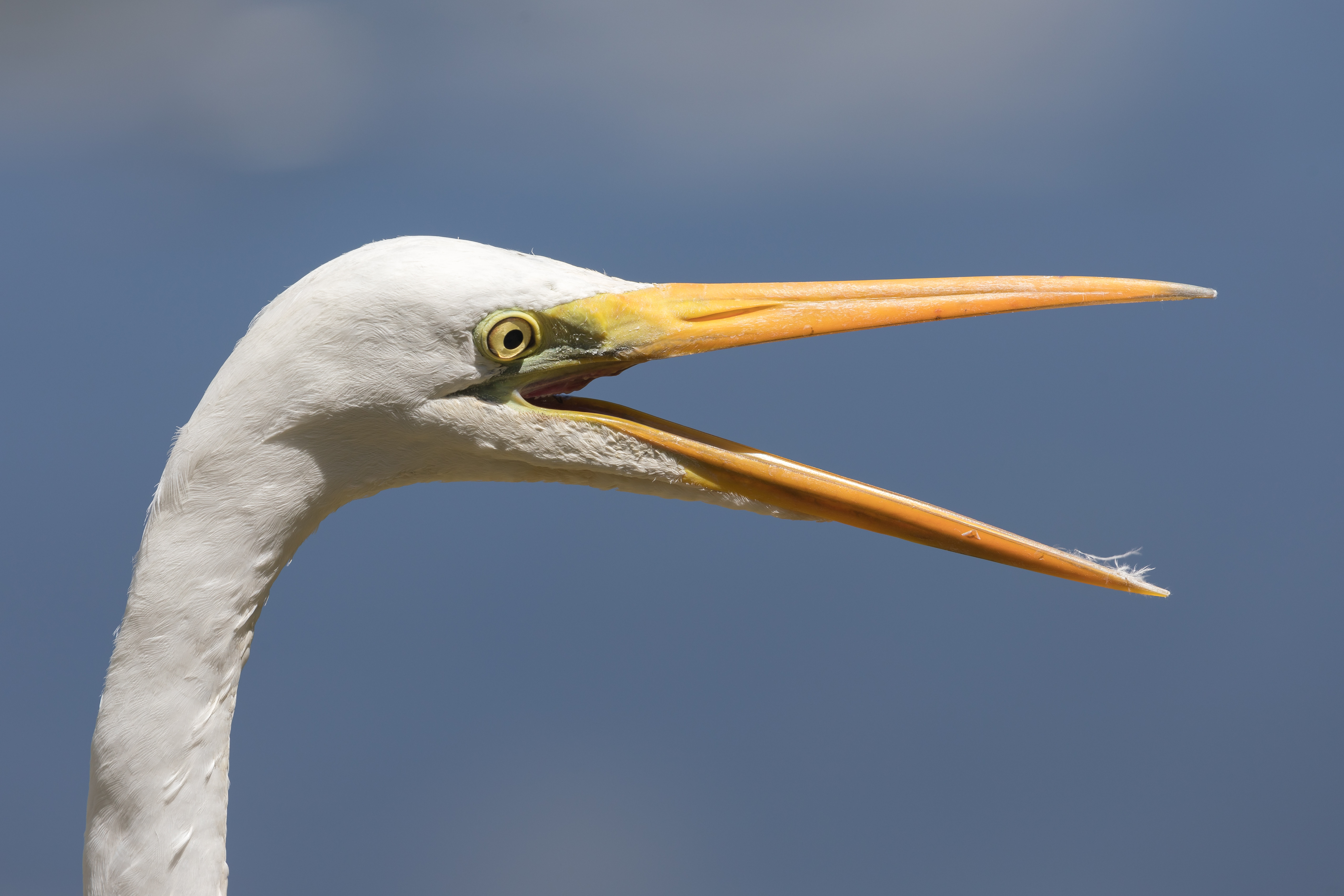
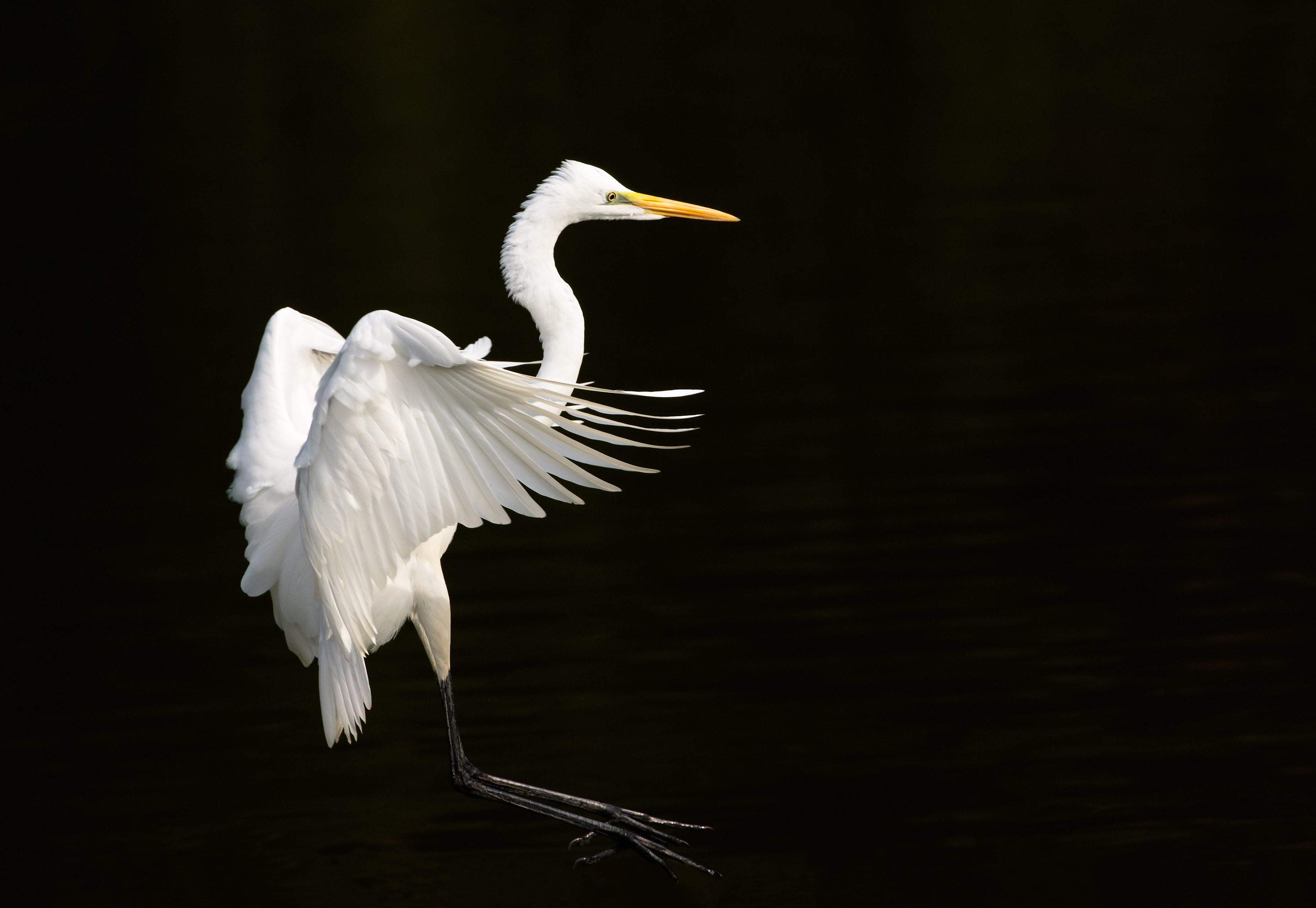
یک  حواصیل بزرگ شرقی در پارک تنوجی اوساکا
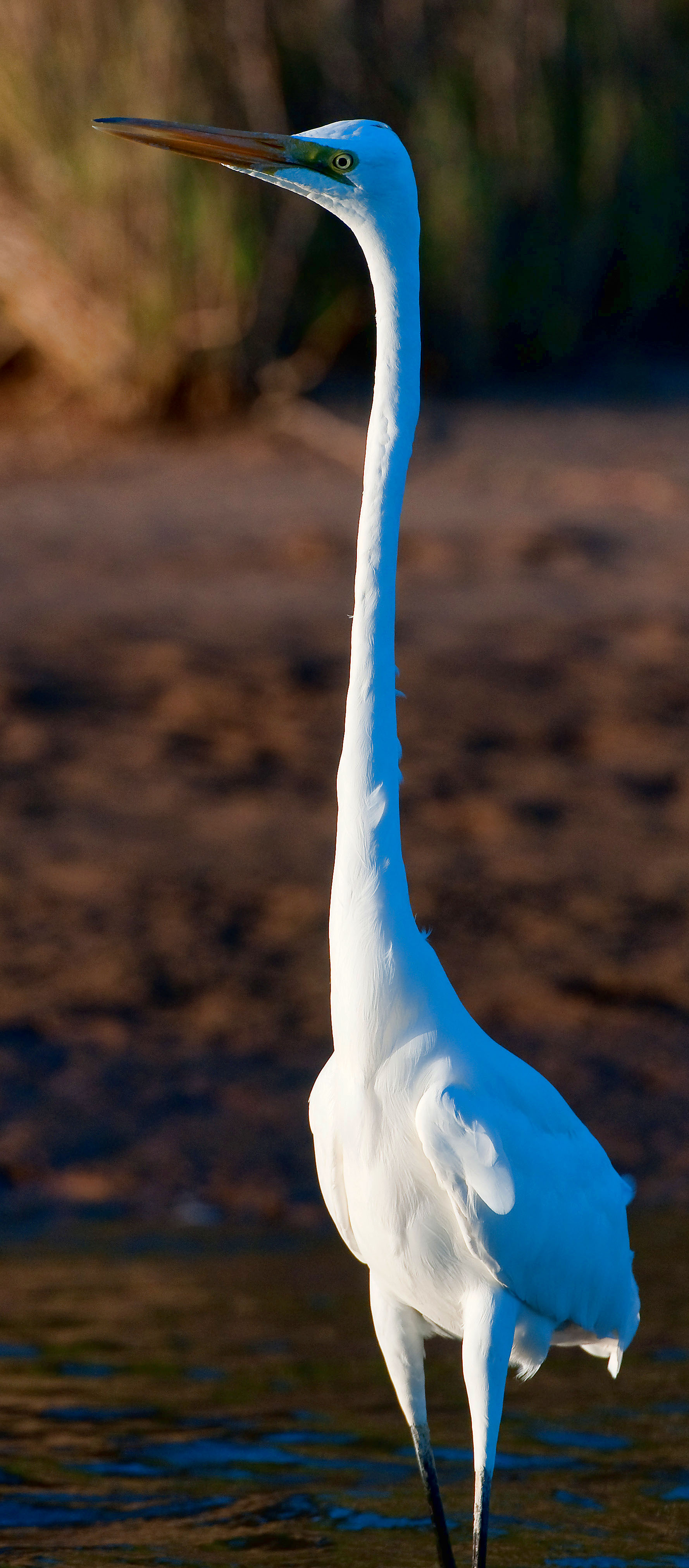
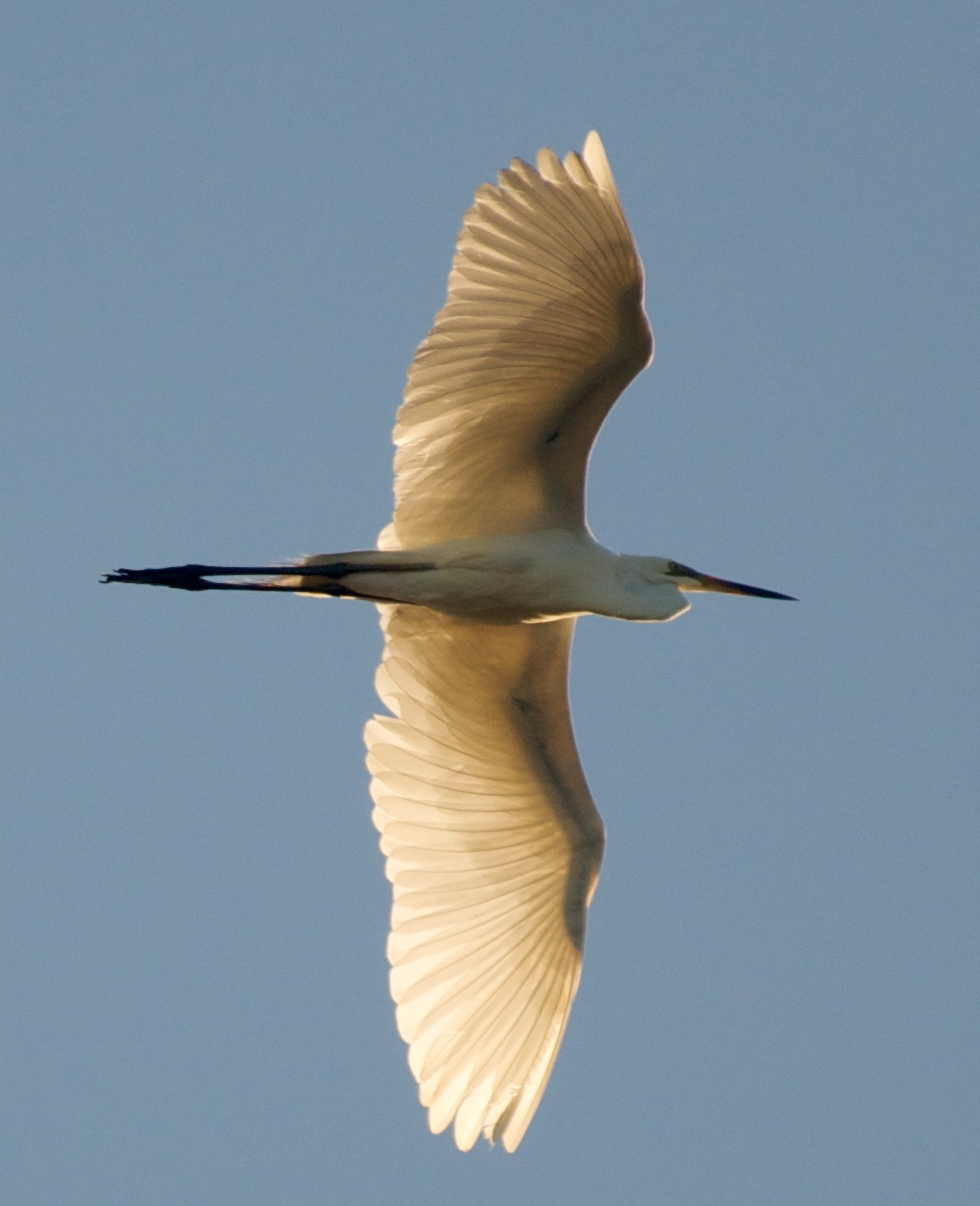